# Eilish McColgan
Eilish McColgan (née le 25 novembre 1990 à Dundee en Écosse) est une athlète britannique, spécialiste des courses de fond et de demi-fond.

## Biographie
Elle est la fille de Liz McColgan, championne du monde du 10 000 m en 1991.
Dixième du 3 000 m steeple lors des championnats du monde 2013 à Moscou, elle se classe sixième du 5 000 m durant les championnats d'Europe 2016 se déroulant à Amsterdam. Elle participe cette même année aux Jeux olympiques de Rio de Janeiro, terminant 13e de l'épreuve du 5 000 m.
En 2017, Eilish McColgan remporte la médaille de bronze du 3 000 m lors des championnats d'Europe en salle de Belgrade, devancée par sa compatriote Laura Muir et la Turque Yasemin Can.
Le 12 août 2018, elle remporte aux championnats d'Europe de Berlin la médaille d'argent du 5 000 m, en 14 min 53 s 05, derrière la Néerlandaise Sifan Hassan (14 min 46 s 12).

## Vie privée
Elle est en couple avec le demi-fondeur Michael Rimmer.

## Palmarès
| Date | Compétition                    | Lieu             | Résultat | Épreuve     | Temps          |
| ---- | ------------------------------ | ---------------- | -------- | ----------- | -------------- |
| 2013 | Championnats du monde          | Moscou           | 10e      | 3 000 m st. | 9 min 37 s 33  |
| 2016 | Championnats d'Europe          | Amsterdam        | 6e       | 5 000 m     | 15 min 28 s 53 |
| 2016 | Jeux olympiques                | Rio de Janeiro   | 13e      | 5 000 m     | 15 min 12 s 09 |
| 2017 | Championnats d'Europe en salle | Belgrade         | 3e       | 3 000 m     | 8 min 47 s 43  |
| 2017 | Championnats du monde          | Londres          | 10e      | 5 000 m     | 15 min 00 s 43 |
| 2018 | Championnats du monde en salle | Birmingham       | 10e      | 3 000 m     | 9 min 01 s 32  |
| 2018 | Jeux du Commonwealth           | Gold Coast       | 6e       | 1 500 m     | 4 min 04 s 30  |
| 2018 | Jeux du Commonwealth           | Gold Coast       | 6e       | 5 000 m     | 15 min 34 s 88 |
| 2018 | Championnats d'Europe          | Berlin           | 2e       | 5 000 m     | 14 min 53 s 05 |
| 2019 | Championnats d'Europe en salle | Glasgow          | 7e       | 3 000 m     | 8 min 59 s 71  |
| 2019 | Coupe d'Europe du 10 000 m     | Londres          | 3e       | 10 000 m    | 31 min 16 s 76 |
| 2019 | Ligue de diamant               | Ligue de diamant | 12e      | 1 500 m     | 4 min 08 s 61  |
| 2019 | Championnats du monde          | Doha             | 10e      | 5 000 m     | 14 min 46 s 17 |
| 2021 | Jeux olympiques                | Tokyo            | 9e       | 10 000 m    | 31 min 04 s 46 |
| 2022 | Championnats du monde          | Eugene           | 10e      | 10 000 m    | 30 min 34 s 60 |
| 2022 | Jeux du Commonwealth           | Birmingham       | 2e       | 5 000 m     | 14 min 42 s 14 |
| 2022 | Jeux du Commonwealth           | Birmingham       | 1re      | 10 000 m    | 30 min 48 s 60 |
| 2022 | Championnats d'Europe          | Munich           | 3e       | 5 000 m     | 14 min 59 s 34 |
| 2022 | Championnats d'Europe          | Munich           | 2e       | 10 000 m    | 30 min 41 s 06 |
| 2024 | Jeux olympiques                | Paris            | 15e      | 10 000 m    | 31 min 20 s 51 |

## Records
| Épreuve         | Épreuve   | Temps               | Lieu                | Date             |
| --------------- | --------- | ------------------- | ------------------- | ---------------- |
| 1 500 m         | Plein air | 4 min 0 s 97        | Rabat               | 16 juin 2019     |
| 1 500 m         | En salle  | 4 min 8 s 07        | Madrid              | 8 février 2018   |
| 3 000 m         | Plein air | 8 min 31 s 00       | Birmingham          | 20 août 2017     |
| 3 000 m         | En salle  | 8 min 43 s 02       | Birmingham          | 18 février 2017  |
| 5 000 m         | Plein air | 14 min 28 s 55 (NR) | Oslo                | 1er juillet 2021 |
| 10 000 m        | Plein air | 30 min 0 s 86 (NR)  | San Juan Capistrano | 4 mars 2023      |
| 3 000 m steeple | Plein air | 9 min 35 s 82       | Moscou              | 10 août 2013     |
| 10 kilomètres   | Route     | 30 min 19 s (AR)    | Manchester          | 22 mai 2022      |